# Ilona Bruzsenyáková
Ilona Bruzsenyáková (* 14. září 1950) je bývalá maďarská atletka, mistryně Evropy ve skoku dalekém z roku 1974.

## Sportovní kariéra
Na mistrovství Evropy v roce 1971 byla členkou maďarské štafety na 4 × 100 metrů, která skončila pátá. O rok později se na olympiádě v Mnichově umístila desátá ve finále dálkařek a osmá v soutěži v pětiboji. Největším úspěchem se pro ni stal titul mistryně Evropy ve skoku dalekém v roce 1974 - v Římě ho vybojovala v novém osobním rekordu 665 cm.

## Osobní rekordy
- Skok do dálky – 665 cm (1974)
- Pětiboj – 4617 bodů (1973)